# Горско Абланово
Горско Абланово е село в Североизточна България. То се намира в община Опака, област Търговище.

## География
Намира се на 27 км северно от град Попово и на 55 км южно от Русе. Землището му граничи със землищата на селата Гърчиново, Кацелово, Голямо градище, Каран Върбовка и Крепча. През земите на селото протича река Черни Лом.
Селото е разположено в северозападната част на Североизточна България върху невисоките хълмисти продължения на Източна Стара планина – Поповските височини, на 235 м над морското равнище. Асфалтирани пътища свързват селото с околните селища, a автобусни връзки задоволяват потребностите на гостите и жителите на му.
Жителите на село Горско Абланово наброяват около 681 души, от които 2/3 българи и 1/3 турци.

## История
- На 24 август 1877 г. (5 септември по нов стил) по време на руско-турската война, на позициите при селото се води ожесточено 11-часово сражение между руската войска (основно части от Бесарабски, Тирасполски и Копорски полк) от Русчушкия отряд, предвождани от ген. Тимофеев и неколкократно превъзхождащата я по численост турската армия, предвождана от Сабит паша. След руска контраатака „на нож“ и с цената на много жертви турската армия е принудена да отстъпи от селото.

## Религии
- Християнска (източноправославна);
- Мюсюлманска;

## Обществени институции
- Кметство със сграда, построена през 1963 г.;
- Пощенска станция, намираща се в сградата на Кметството;
- Основно училище (вече закрито);
- Целодневна детска градина „Калинка“;
- Народно читалище „Христо Ботев“, учредено първоначално през 1926 г. със сграда от 1958 г.;
- Църква, посторена през 1999 г.;
- Джамия, посторена през 1992 г. на мястото на тази от 1947 г.;

## Културни и природни забележителности
- Братска могила (паметник), намираща се на командната височина над селото, в която са погребани 283 руски офицери и войници, загинали в сраженията през август 1877 г.;
- Братска могила (паметник) на 13 загинали руски войници и офицери от Копорски полк, намираща се в лозята на селото;
- Паметник на подпоручик Никита Любински от 129-и Бесарабски полк, намиращ се в лозята на селото;
- Братска могила (паметник) на 6 загинали руски войници от 4-ти Копорски полк, намираща се до река Черни Лом;
- Паметник на падналите за национално обединение жители на селото, поставен в двора на църквата;
- Църковен православен храм „Света Петка“, осветен на 31 октомври 1999 г.;
- Джамия, построена през 1994 г. на мястото на старата;
- Туристическа хижа „Трети март“ с трапезария, камина и стаи за нощуване;
- Етнографска музейна сбирка, уредена през 1997 г. в къщата (тревненски тип) на Иван Атанасов Келешев, построена през 1914 г.;

## Редовни събития
- Събор на селото – провежда се всяка година на 25 октомври, в деня на храмовия празник на църквата „Света Петка“ (в по-ново време е последната неделя на октомври). Има за цел да се устроят срещи между роднини, близки, приятели и съселяни, които живеят извън селото.